# Estación de Librilla
Librilla es una estación de ferrocarril situada en el municipio español homónimo, en la Región de Murcia. Forma parte de la línea C-2 de Cercanías Murcia/Alicante.

## Situación ferroviaria
Se encuentra en la línea férrea de ancho ibérico Murcia-Águilas, pk 15,3 a 166 metros de altitud.

## Historia
La estación fue inaugurada el 28 de marzo de 1885 con la apertura al tráfico de la línea Alcantarilla-Lorca. Las obras corrieron a cargo de la Sociedad Anónima Crédito General de Ferrocarriles. Disuelta en 1891, los derechos sobre la línea pasaron al Banco Hispano-Colonial, que decidió crear en 1900 la Sociedad del Ferrocarril de Alcantarilla a Lorca para la explotación del trazado. En 1941 con la nacionalización del ferrocarril en España la estación pasó a depender de RENFE.
Desde el 31 de diciembre de 2004 Adif es la titular de las instalaciones ferroviarias.

## Servicios ferroviarios

### Cercanías
Pertenece a la línea C-2 de Cercanías Murcia/Alicante. La frecuencia de paso es de 60 minutos en cada sentido.

### Media Distancia
| Línea MD | Trenes | Origen/Destino    |  | Destino/Origen              |
| -------- | ------ | ----------------- |  | --------------------------- |
| 43       | MD     | Alicante-Terminal |  | Estación de Lorca-Sutullena |